# Monastère des Déchaussées royales
Le monastère des Déchaussées royales (en espagnol monasterio de las Descalzas Reales) est un monument de Madrid.

## Histoire

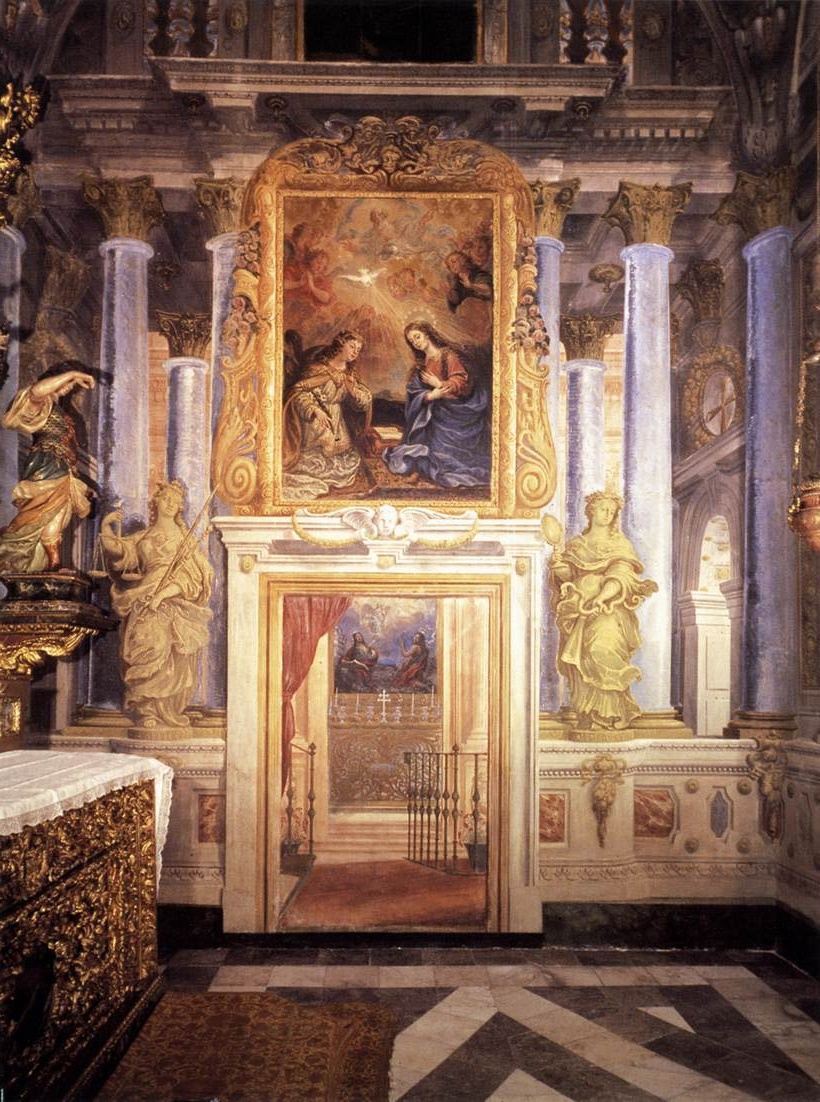
La chapelle du Miracle (capilla del Milagro), peinture murale réalisée par Dionisio Mantuano et Francisco Rizi.

Ce couvent fut fondé en 1559 par Jeanne d'Autriche, fille de Charles Quint et d'Isabelle de Portugal.
C'est d'ailleurs dans l'ancien palais de ces derniers que les franciscaines déchaussées ont pris leurs quartiers. Le majestueux édifice de facture classique abrite un musée renfermant des œuvres d'art majeures ainsi qu'une réplique de la Santa Casa de Loreto.
L'archiduchesse Marguerite d'Autriche, devenue Sœur Marguerite de la Croix, y meurt en 1633. Elle est inhumée dans le monastère, comme sa mère l'impératrice Marie de Habsbourg (1528 – 1603) — fille de l'empereur Charles Quint et femme de l'empereur Maximilien II.
Le monastère abrite une nécropole où reposent, notamment, des membres de la famille des rois d'Espagne.
Parmi les très nombreuses sépultures de Habsbourg ou de Bourbons :
- le duc d'Anjou et de Cadix, Alphonse de Bourbon (1936 – 1989), aîné des Capétiens, prétendant légitimiste au trône de France ;
- le duc de Bourbon, François de Bourbon (1972 – 1984), fils aîné du précédent ;
- le duc d'Aquitaine, Gonzalve de Bourbon (1937 – 2000), oncle du précédent.